# Доња Трешњевица
Доња Трешњевица је насеље у Србији у општини Топола у Шумадијском округу. Према попису из 2022. има 231 становника (према попису из 2011. било је 295 становника).
Овде се налази Запис храст у Парлозима (Доња Трешњевица).

## Демографија
У насељу Доња Трешњевица живи 254 пунолетна становника, а просечна старост становништва износи 43,6 година (43,2 код мушкараца и 44,0 код жена). У насељу има 112 домаћинстава, а просечан број чланова по домаћинству је 2,71.
Ово насеље је великим делом насељено Србима (према попису из 2002. године), а у последња три пописа, примећен је пад у броју становника.
|  |

| Демографија | Демографија | Демографија |
| Година      | Становника  | Становника  |
| ----------- | ----------- | ----------- |
| 1948.       | 505         |             |
| 1953.       | 521         |             |
| 1961.       | 516         |             |
| 1971.       | 446         |             |
| 1981.       | 437         |             |
| 1991.       | 382         | 336         |
| 2002.       | 304         | 343         |
| 2011.       | 295         |             |
| 2022.       | 231         |             |

| Етнички састав према попису из 2002.‍ | Етнички састав према попису из 2002.‍ | Етнички састав према попису из 2002.‍ | Етнички састав према попису из 2002.‍ | Етнички састав према попису из 2002.‍ |
| ------------------------------------ | ------------------------------------ | ------------------------------------ | ------------------------------------ | ------------------------------------ |
|                                      |                                      |                                      |                                      |                                      |
| Срби                                 | Срби                                 |                                      | 278                                  | 91,44%                               |
| непознато                            | непознато                            |                                      | 1                                    | 0,32%                                |

| Година пописа     | 1948. | 1953. | 1961. | 1971. | 1981. | 1991. | 2002. |
| ----------------- | ----- | ----- | ----- | ----- | ----- | ----- | ----- |
| Број домаћинстава | 100   | 101   | 108   | 106   | 100   | 94    | 112   |

| Број чланова      | 1  | 2  | 3  | 4  | 5 | 6 | 7 | 8 | 9 | 10 и више | Просек |
| ----------------- | -- | -- | -- | -- | - | - | - | - | - | --------- | ------ |
| Број домаћинстава | 20 | 41 | 17 | 23 | 8 | 2 | 1 | 0 | 0 | 0         | 2,71   |

| Пол    | Укупно | Неожењен/Неудата | Ожењен/Удата | Удовац/Удовица | Разведен/Разведена | Непознато |
| ------ | ------ | ---------------- | ------------ | -------------- | ------------------ | --------- |
| Мушки  | 135    | 37               | 90           | 8              | 0                  | 0         |
| Женски | 129    | 18               | 86           | 23             | 0                  | 2         |
| УКУПНО | 264    | 55               | 176          | 31             | 0                  | 2         |

| Пол    | Укупно                    | Пољопривреда, лов и шумарство | Рибарство                            | Вађење руде и камена | Прерађивачка индустрија       |
| ------ | ------------------------- | ----------------------------- | ------------------------------------ | -------------------- | ----------------------------- |
| Мушки  | 86                        | 64                            | 0                                    | 5                    | 6                             |
| Женски | 39                        | 26                            | 0                                    | 1                    | 5                             |
| УКУПНО | 125                       | 90                            | 0                                    | 6                    | 11                            |
| Пол    | Производња и снабдевање   | Грађевинарство                | Трговина                             | Хотели и ресторани   | Саобраћај, складиштење и везе |
| Мушки  | 0                         | 1                             | 2                                    | 0                    | 5                             |
| Женски | 0                         | 1                             | 2                                    | 0                    | 0                             |
| УКУПНО | 0                         | 2                             | 4                                    | 0                    | 5                             |
| Пол    | Финансијско посредовање   | Некретнине                    | Државна управа и одбрана             | Образовање           | Здравствени и социјални рад   |
| Мушки  | 0                         | 0                             | 0                                    | 0                    | 0                             |
| Женски | 0                         | 0                             | 0                                    | 1                    | 1                             |
| УКУПНО | 0                         | 0                             | 0                                    | 1                    | 1                             |
| Пол    | Остале услужне активности | Приватна домаћинства          | Екстериторијалне организације и тела | Непознато            | Непознато                     |
| Мушки  | 0                         | 0                             | 0                                    | 3                    | 3                             |
| Женски | 1                         | 0                             | 0                                    | 1                    | 1                             |
| УКУПНО | 1                         | 0                             | 0                                    | 4                    | 4                             |